# Metlife
Metlife, Inc., av företaget skrivet MetLife, Inc., är ett amerikanskt multinationellt försäkringsbolag som anses vara en av världens största inom livförsäkringar och har fler än 100 miljoner kunder i nästan 50 länder världen över. Den amerikanska ekonomitidskriften Forbes rankade Metlife som världens 174:e största publika bolag för år 2016.
Försäkringsbolaget har sitt ursprung ur National Union Life and Limb Insurance Company som bildades 1863 och var enbart för soldater, som försäkrades för sina potentiella skador och dödsfall som kunde uppkomma under det amerikanska inbördeskriget. Den 24 mars 1868 valde man byta namn till Metropolitan Life Insurance Company och blev ett renodlat livförsäkringsbolag för alla som ville vara kunder hos dem.
För 2015 hade de en omsättning på nästan $63,6 miljarder och tillgångar på nästan $900 miljarder och i september 2017 hade de en personalstyrka på 58 000 anställda. Huvudkontoret är placerad i Metlife Building i New York, New York.